# جائزة البرتغال الكبرى للدراجات النارية 2004
جائزة البرتغال الكبرى للدراجات النارية 2004 هو سباق دراجات نارية أقيم بتاريخ 5 سبتمبر 2004 في حلبة إستوريل. كان الجولة الحادية عشر من أصل 16 في سباق الجائزة الكبرى للدراجات النارية موسم 2004. فاز الإيطالي فالنتينو روسي بفئة الموتو جي بي بينما جاء الياباني ماكوتو تامادا في المركز الثاني وحصل على المركز الثالث البرازيلي أليكس باروس.

## وصلات خارجية
- الموقع الرسمي